# Seznam písní Karla Gotta

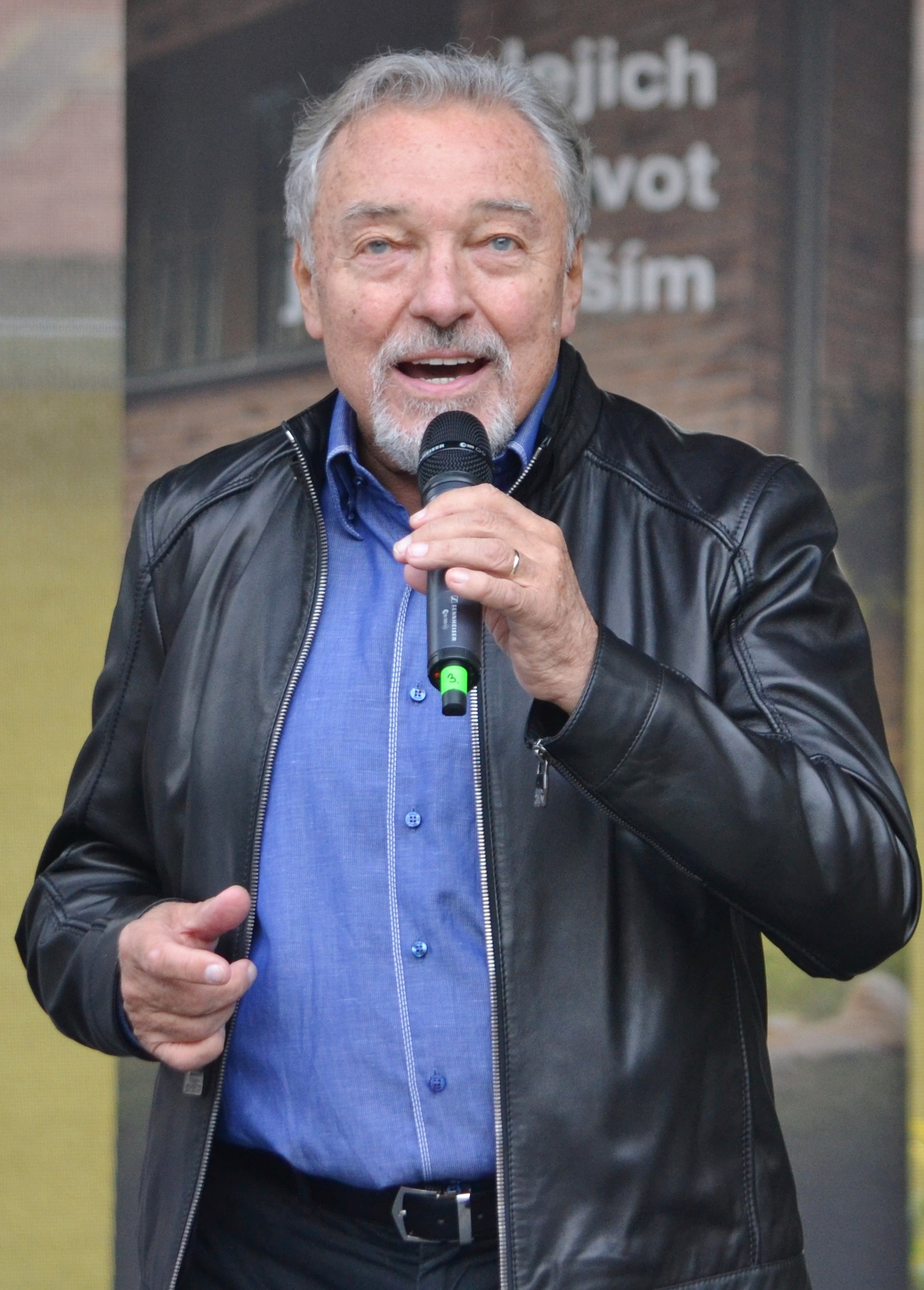
Zpěvák Karel Gott

Toto je seznam písní zpěváka Karla Gotta.

## Struktura seznamu
Poz. – píseň (originální název u převzaté skladby) (autor hudby / autor textu písně), rok pořízení nahrávky.

## A
- ...a to mám rád (K. Gott / Z. Rytíř), 1983
- A máš to (You Got It) (R. Orbison / M. Skalka), 2012
- A průvod šel dál (L. Štaidl / M. Černý), 1977
- A šmytec (traditional / I. Mládek), 1980
- Adagio (L. van Beethoven / J. Štaidl), 1967
- Adagio (T. Albinoni / J. Štaidl), 1971
- Adagio (T. Albinoni / J. Štaidl), s Marcelou Holanovou, 1992
- Adeste Fideles Pastores (traditional), 1969
- Adresát neznámý (From Me To You) (J. Lennon, P. McCartney / J. Štaidl), 1964, 1987
- Agnus Dei (Georges Bizet), 1969
- Aj, ty dušička (traditional), 1977
- Alžbětinská serenáda  (R. Binge / Z. Borovec), 1976
- Amen, pravím vám (Woman, Woman) (J. Glaser / J. Štaidl), 1968
- Amor (L. Štaidl / J. Štaidl), 1968
- Amor ti vieta (U. Giordano), 1996
- Amore mio (Amore mio) (J. Sentieri / J. Machek), 1977
- Angelika (M. Magne / Z. Borovec), 1972
- Angelina (Allan Roberts, D. Fisher / Z. Borovec), 1964
- Ani náhodou nechci lásku tvou (Ladislav Štaidl), 1986
- Apríl (K. Vágner / P. Žák), s Hanou Zagorovou, 1982
- Ať láska má kde kvést (K. Svoboda / Z. Borovec), 1974
- Ať to má spád (P. a P. ORM / E. Krečmar), 1994
- Ave Maria (F. Schubert), 1969
- Ave Maria (F. Schubert / J. Machek), s Evou Urbanovou, 1998
- Ave verum corpus (W. A. Mozart), 1969
- Až jednou (K. Svoboda / Z. Borovec), 1977
- Až nám bude dvakrát tolik (A. Jindra / M. Zikán), s Vlastou Průchovou, 1962
- Až naprší (L. Štaidl / P. Rada), 1967
- Až začneme vrásky mít (traditional - Z. Borovec), 1975

## B
- Babička (R. Siegel / B. Meinunger), 1979
- Babylon (Rivers of Babylon) (F. Farian / P. Kopta), 1978
- Bajkal (traditional), 1977
- Barcarola (J. Offenbach / J. Aplt), s Petrou Janů, 1988
- Beatles (K. Svoboda / E. Krečmar), 1980
- Be–Bop–A–Lula (T. Davis, G. Vincent), 1964
- Bezejmenná (P. a P. ORM / Z. Borovec), 1994
- Běž za svou láskou (Let Your Love Flow) (M. Černý), 1977
- Biene Maja (Včelka Mája) (K. Svoboda / F. Cusano), 1975
- Bílá (Memory) (A. L. Weber / H. Zagorová), 1981
- Bílá záře (J. S. Bach / P. Vrba), 1995
- Bílé vánoce (White Christmas) (I. Berlin / J. Moravec), 1982
- Bílý sníh se snáší (L. Pikart / F. Řebíček), 1975
- Bláhové přání (J. Heider / P. Kopta), 1984
- Bláznem zdám se (Crazy) (W. Nelson / P. Vrba), 2011
- Bláznivé milování (P. Habera / K. Šíp), 1997
- Bloud bláhovej (J. Schelinger / F. R. Čech), 1979
- Bloudí měsíc po anténách (S. Romberg / Z. Borovec), 1996
- Bloudím pasáží (L. Semelka / P. Vrba), 1978
- Blues pro tebe (J. Suchý), 1974, 2011
- Bodnu línou paměť do slabin (K. Svoboda / J. Štaidl), 1972
- Bourám sály svou písní (D. Hádl / M. Horáček), 1988
- Bratři, já jsem slyšel (traditional), 1982
- Buď mi sestrou, buď mi bráchou (He Ain't Heavy, He's My Brother) (Hollies / Z. Borovec), 1990
- Bum, bum, bum (K. Gott, L. Štaidl /  J. Štaidl), 1966
- Byl by hřích se potmě bát (R. Siegel / Z. Borovec), 1978
- Byl jak já (L. Štaidl / Z. Rytíř), 1974
- Být s tebou (Miss You Nights) (D. Townsend / J. Fikejzová), 2012
- Být stále mlád (Forever Young) (M. Gold, F. Mertens / E. Krečmar), 2001
- Být stále mlád (Für Immer Jung) (M. Gold, F. Mertens / L. Mareš), s Leošem Marešem, 2018

## C
- Cesta rájem (Crying in the Chapel) (A. Glenn / J. Štaidl), 1965
- Cestu znám jen já (J. Celba / I. Fischer), 1974
- Cikánka (K. Vacek), 1969, 1985
- Cítím (Feelings) (Morris Albert / Z. Borovec), 1976
- Claudia (K. Mareš / J. Štaidl), 1965
- Co já vím (P. Žák), s Hanou Zagorovou, 1983
- Co jsi jen zač? (Something's Gotten Hold Of My Heart) (R. Cook / P. Vrba), 1998
- Co na tom? (No Matter What) (A. L. Webber / L. Stropnická), 2012
- Co s tou dávnou vzpomínkou (F. Janeček / P. Vrba), 1997
- Co sudičky přály nám (M. David, F. Janeček / J. Machek, s Lucií Bílou, 1997
- Cotton Fields (traditional), 1991
- Co z toho mám (K. Mareš / Z. Borovec), s Waldemarem Matuškou, 1964
- Což neřekl ti zrak můj tisíckrát (J. Malát / J. Aplt), 1983
- C’est la vie (J. Klempíř / J. Štaidl), 1966

## Č
- Čao Báro (L. Štaidl / J. Štaidl), 1972
- Čápi už nemaj stání (K. Svoboda / J. Štaidl), 1969
- Čas já s tebou podvádím (Z. Barták, F. Janeček / K. Šíp)
- Čas růží (Delilah) (L. Reed / R. Černý), 1968
- Čas vánoční (J. Vondráček / H. Sorrosová), 2014, s Lucií Vondráčkovou
- Čau, lásko (K. Svoboda / K. Šíp), s Marcelou Holanovou, 1986
- Červená rakev (L. Štaidl / E. Krumbachová), 1968

## D
- Ďábel tisíc tváří má (Devil In Disguise) (B. Giant / M. Skalka), 2012
- Ďábelská jízda (K. Svoboda / K. Šíp), 1994
- Dál, dál se toulám (K. Gott, R. Rokl / Z. Rytíř), 1978
- Dál plápolej (Far, Far Away) (N. Holder / E. Krečmar), 1975
- Dál za obzor (Olga Lounová), s Olgou Lounovou, 2012
- Dám ti svůj trůn (L. Štaidl / R. Bergman), 1980
- Daň z lásky tvé (L. Štaidl / Z. Borovec), 1980
- Dannyboy (traditional), 1967
- Das sind die schönsten Jahre (Rio de Janeiro) (K. Svoboda / B. Olden), 1971
- Dávné lásky (V. Hádl / H. Zagorová), s Hanou Zagorovou, 1980
- Della (Della and the Dealer) (H. Axton / M. Černý), 1981
- Den je krásný (J. Bažant, J. Malásek / V. Blažek), s Janou Petrů, 1964
- Denn es ist mehr (Kantiléna) (J. Zmožek / H. Frey), 1987
- Deštivý den (Your Song) (Elton John / P. Kopta), 1977
- Die Biene Maja (Včelka Mája) (K. Svoboda / F. Cusano), 1976
- Die tausend Türme deiner Stadt (Kdepak ty, ptáčku, hnízdo máš?) (K. Svoboda / M. Pacher), 1985
- Dingi lingi ding dong (V. Hádl / Z. Borovec), s Helenou Vondráčkovou, 1984
- Dívka jako porcelán (L. Štaidl / J. Štaidl), 1970
- Dívka toulavá (L. Štaidl / J. Štaidl), s Karlem Hálou, 1966
- Dívka s kyticí (J. Bažant / P. Grym), 1962
- Dívka z obrazu (P. Hapka / Z. Rytíř), 1974
- Dívka z reklam (Z. Barták / E. Pergner), 1994
- Dívka závodník (I Don't Wanna Dance) (E. Grant / E. Krečmar), 1983
- Dívka žlutý anděl (Undercover Angel) (A. O'Day / Z. Borovec), 1979
- Dívkám (Girls, Girls, Girls) (G. Kajanus / Z. Borovec), 1976
- Dlouhá báj (L. Štaidl / R. Černý), 1967
- Dlouhá noc končí svítáním (J. Parma / P. Cmíral), 1988
- Dlouho jsem byl sám (G. Bizet / V. Dvořák), 1988
- Dlouho spát (Lazybones) (H. Carmichael / J. Suchý), 1975
- Dlouhý proud mě stále láká (All the Gold in California) (L. Gatlin / Z. Borovec), 1981
- Dnes mám perný den (G. Mende / M. Bukovič), 1985
- Dnes v noci (Tonight) (L. Bernstein / J. Aplt), s Pavlou Břínkovou, 1989
- Dny zázraků a přání (O Holy Night) (Adolphe Adam / Ivo Fischer), 1982
- Do re mi la (L. Štaidl / M. Prostějovský), 1977
- Dobrou noc (E. Künneke / J. Aplt), 1983
- Domů k nám (L. Štaidl / J. Štaidl), 1975
- Don't Bring Me Down (J. Lynne), 1980
- Dotýkat se hvězd (J. Šlitr / J. Suchý), s Evou Pilarovou, 1964
- Dřív já (Dream On) (Nazareth / E. Krečmar), 1983
- Duet milostný (J. Schelinger / F. R. Čech), s Jarmilou Gerlovou, 1977
- Du hast die Wahl (Dál za obzor) (Olga Lounová), s Olgou Lounovou, 2012
- Duj, duj (traditional), 1968
- Dulcinea (M. Leigh / J. Schneider), 1969
- Dům U bílých bran (House of The Rising Sun) (traditional / Z. Borovec), 1977
- Duše (L. Štaidl / P. Rada), 1967

## E
- E 14 (J. Zmožek / J. Fikejzová), 1984
- Ein Stückchen Zucker mehr (Kávu si osladím) (L. Štaidl / F. Gertz), 1973
- Einmal um die ganze Welt (Hej, hej, baby) (K. Svoboda / F. Weyrich), 1971
- El condor pasa (D. A. Robles / J. Štaidl), 1971
- Eli Eli (traditional), 1965
- Eloise (P. Ryan / E. Krečmar), 1969, 1976, 1990
- Eště si já pohár vína zaplatim (traditional), 1979

## F
- Fang das Licht (Zvonky štěstí) (J. Zmožek / M. Kunze), s Darinkou Rolincovou, 1985
- Fascinující rytmus (Fascinating Rhythm) (G. Gershwin / I. Fischer), 1964
- Faust (J. Parma / P. Cmíral), 1990
- Favorit (Drupi / P. Kopta), 1983
- Fax mi bejby neposílej (K. Svoboda / K. Šíp), s Lucií Bílou, 1997
- Finestra (traditional), 1973
- Für Immer Jung (Forever Young) (M. Gold, F. Mertens / B. Mann), 1999

## G
- Glory (J. Šlitr / J. Suchý), s Evou Pilarovou a Waldemarem Matuškou, 1964
- Going Home (Largo) (A. Dvořák), 1974
- Golubčik (traditional), 1973
- Good Bye (K. Svoboda / J. Štaidl), 1970
- Gorod ogromnyj (A. Zacepin  /  L. Derbenev), 1977

## H
- Hajej, můj princi (W. A. Mozart / V. Renč), 1969
- Haly galy blues (F. Havlík / R. Černý), 1964
- Hej, hej baby (K. Svoboda / J. Štaidl), 1970
- Hej, páni, dámy (Hey Baby) (M. Cobb / J. Machek), 1979
- Hej, páni konšelé (J. Klempíř / J. Štaidl), 1969
- Hlas v telefonu (L. Štaidl, K. Gott / Z. Malý), 1985
- Hned zítra ráno zavolám (L. Štaidl / M. Černý), 1975
- Hold lásce (J. Škorpík / K. Šíp), s Lucií Bílou, 1997
- Holka v domě (K. Svoboda / E. Krečmar), 1982
- Hrátky s láskou (Emmanuelle) (F. Lai / Z. Borovec), 1984
- Hříšné bolero (No More Boleros) (G. Joling / M. Černý), 1990
- Hudba není zlá (Magnificent Sanctuary Band) (D. Burnette / E. Krečmar), 1973
- Hudba se mnou vchází (Music) (J. Miles / J. Machek), 1998
- Hvězda chodníků (P. Fořt, K. Gott / P. Vrba), 1982
- Hvězda má tě vést (Weil Die Hoffnung Nie Vergeht) (Rainer Bloss, Ingmar Kappel, Hatrtwig Schierbaum / český text Michael Prostějovský), 2013
- Hymna bližních (From A Distance) (J. Gold / K. Šíp), 1992

## Ch
- Chceš dál v mém stínu stát (J. Heider / E. Pergner), 1983
- Cherchez la femme (M. David / J. Machek), 1997
- Chci tě líbat (When I Need You) (Albert Hammond / Eduard Krečmar), 2015
- Chci zpátky dát čas (Mit dir bin ich stark) (J. Horn-Bernges), 2014
- Chlap jak má být (Rocky Top) (F. a B. Bryant / M. Černý), 1972
- Chtěl bych mít sen (B. Sedláček / M. Holman), 1965
- Chtíc, aby spal (A. Michna z Otradovic), 1982
- Chyť své dny (J. Parma / P. Cmíral),

## I
- Ich bin der Adler, du der Wind (J.Heider/I.Holder)
- I Left My Heart in San Francisco (D. Cross / G. Cory), 1965
- I'll Sugar Coffee More (Kávu si osladím) (L. Štaidl / J. Turner), 1974
- Indiánská píseň lásky (R. Friml / J. Aplt), s Evou Pilarovou, 1972
- Indiánská píseň lásky (R. Friml / J. Aplt), 1975, 1983
- Isabel (K. Gott / H. Sorrosová), 2002
- Isabella (K. Gott / J. Štaidl), 1965
- Išel Macek (traditional), 1973

## J
- Já (Till) (Ch. Danvers / Z. Borovec), 1972
- Já brány už otvírám (A. Michajlov / J. Štaidl), 1973
- Já bych rád k Betlému (traditional), 1982
- Já býval jsem tvůj (S. Rachmaninov / Z. Borovec), 1993
- Já jsem všech roztržitých král (L. Štaidl / F. R. Čech), 1976
- Já lásku z básní znám (A. Michajlov / F. Řebíček), 1976
- Já měl vás rád (Ja vas ljubil) (B. Šeremetěv / P. Kopta), 1979
- Já mít tak dar (L. Štaidl / J. Štaidl), 1975
- Já nápad mám (B. Ondráček / Z. Borovec), 1973
- Já opustil tě ráno (Main Travelled Road) (J. Leven / Z. Rytíř), 1982
- Já se asi v létě ožením (L. Štaidl / J. Štaidl), 1971
- Já se smál (L. Štaidl / Z. Borovec), 1980
- Já se tiše odporoučím (K. Svoboda / J. Štaidl), 1970
- Já se vrátím (Largo) (A. Dvořák / Z. Borovec), 1993
- Já si najmu altán (I Almost Lost My Mind) (I. J. Hunter / Z. Borovec), 1976
- Já slyšel o ráji (I've Never Been to Me) (K. Hirsch / H. Zagorová), 1983
- Já tančil s Laurou (K. Svoboda / Z. Rytíř), 1972
- Já tě poznal (Du lebst nur einmal) (R. Siegel / M. Černý), 1978
- Já toužím po životě (K. Svoboda / J. Štaidl), 1970
- Ja vas ljubil (B. Šeremetěv), 1977
- Já viděl kvést Prahu v máji (Z. Marat / Z. Borovec), 1980
- Já vzdávám válku (Una casa in cima al mondo) (P. Donaggio / J. Štaidl), 1966
- Já žil, jak jsem žil (For Once In My Life) (O. Murden / Z. Borovec), 1989
- Jak já se vracím rád (L. Štaidl / E. Krečmar), 1982
- Jak jsi krásné, neviňátko (traditional), 1982
- Jak málo víš (K. Svoboda / P. Žák), 1980
- Jak ten proud (J. Heider / E. Krečmar), 1984
- Jak ten ptáček (Per la gloria d'adorarvi) (G. Bononcini / E. Pergner), 1993
- Jak bludný Holanďan (J. Brabec / P. Rada), 1968
- Jako James Bond (P. a P. ORM / O. Hejma), 2002
- Jarmark ve Scarborough (Scarborough Fair) (traditional / Z. Borovec), s Martou Kubišovou, 1993
- Jarní setkání (M. David, F. Janeček / Lou Fanánek Hagen), s Lucií Bílou, 1997
- Jdi za štěstím (K. Svoboda / Z. Borovec), 1977, 2005, 2019
- Je jaká je (Sereno é) (E. Riccardi / Z. Borovec), 1975
- Je krásné lásku dát (Love Is A Many Splendored Thing) (S. Fain / Z. Borovec), s Milanem Chladilem, 1964
- Je slavná (Madonna) (T. Strasser / E. Krečmar), 1985
- Jeď, má to spád (K. Gott, P. Větrovec / M. Bukovič), 1990
- Jeden muzikant (L. Štaidl, K. Gott / Z. Borovec), 1988
- Jediná (K. Gott, R. Rokl / E. Pergner), 1985
- Jednadvacet (O. Nedbal / Z. Knittl), s Waldemarem Matuškou, 1981
- Jen já vím (When A Man Loves A Woman) (C. Lewis / P. Vrba), 1998
- Jen jednou smím se ti lásko vzdát (M. David, F. Janeček / V. Kočandrle), s Lucií Bílou, 1997
- Jen láska tvá (K. Gott, P. Větrovec / M. Černý), 1990
- Jen pár večerů (Unforgettable) (I. Gordon / Z. Borovec), 1995
- Jen se hádej (It’s A Heartache) (R. Scott / E. Krečmar), 1979
- Jestli tě budu mít rád (K. Gott / E. Krečmar), 2002
- Ještě to daleko mám (L. Štaidl / Z. Borovec), 1978
- Jezebel (W. Shanklin / Z. Borovec), 1964, 1990
- Joe Kain (J. Jakoubek), 1964
- Joj, cigán (E. Kálmán / B. Zavadil), 1987
- Jsem chlap, co mlčí (L. Štaidl), 1984
- Jsem na světě rád (Cryin' Time) (B. Owens / J. Štaidl), 1966
- Jsi krásná (K. Gott, R. Rokl / E. Krečmar), 1982
- Jsi v srdci mém (You'll be in my heart) (Phill Colins), 2018
- Jsou svátky (Mandy) (S. English / Z. Borovec), 1976, 1991
- Julia (B. Ondráček / Z. Borovec), 1972

## K
- K mým touhám jsi skoupá (D. Hádl / K. Šíp), 2004
- K vánocům se vrátím (I'll Be Home For Christmas) (W. Kent / E. Krečmar), 1995
- Kakaová (K. Svoboda / K. Šíp), 1994
- Kam běží vítr (Red Sails In The Sunset) (J. Kennedy / J. Aplt), 1965
- Kam se schoulíš (K. Svoboda / E. Krečmar), 1980
- Kam se to ztrácí (M. Drobný / Z. Borovec), 1988
- Kam tenkrát šel můj bratr Jan (All By Myself) (Eric Carmen / Z. Borovec), 1978
- Kantiléna (J. Zmožek / E. Krečmar), 1986
- Károu parádní (Cara mia) (T. Trapani / K. Gott), 1998
- Káva a rýže (L. Štaidl / J. Štaidl), 1969
- Kavárna Sladký ráj (L. Štaidl / E. Pergner), 1980
- Kávu si osladím (L. Štaidl / J. Štaidl), 1972
- Každý jednou velkou lásku potká (Everybody Loves Somebody Sometimes) (K. Lane / J. Fikejzová), 2011
- Každý má svůj sen (A. L. Webber / M. Prostějovský), 2007
- Kde jsou ta trápení (B. Ondráček / Z. Borovec), 1974
- Kde stál ten dům (R. Rokl, K. Gott / E. Krečmar), 1978
- Kdepak, ty ptáčku, hnízdo máš? (K. Svoboda / J. Štaidl), 1973
- Kdo country zpívá (K. Svoboda / M. Bukovič), 1981
- Kdo tě bílá břízo svléká (K. Svoboda / J. Machek), 1978
- Kdo teď má tě rád (B. Ondráček / Z. Borovec), 1976
- Kdo ví, kde je ta pláž (La mer) (Ch. Trenet / F. Řebíček), 1980
- Kdo z nás smí se vrátit (Could It Be Magic) (B. Manilow / Z. Borovec), 1977
- Kdyby klavír jen hrál (V. Popelka / R. Bergman), 1978
- Kdyby nepadal déšť (Je n'aurai pas le temps) (M. P. Fugain / J. Štaidl), 1968
- Kdyby sis oči vyplakala (J. Bažant, J. Malásek, V. Hála / V. Blažek), 1964
- Kdybych nebyl (J. V. Dudek / J. Aplt), 1964
- Kdybych nevyhrál (M. Eben), s Lucií Bílou, 1998
- Když je slunce nad hlavou (L. Štaidl / E. Pergner), s Darinou Rolincovou, 1986
- Když jsem já byl tenkrát kluk (Hier encore) (Ch. Aznavour / J. Štaidl), 1971
- Když jsem sám (Since I Don't Have You) (J. Rock, L. Martin / E. Krečmar), 1998
- Když jsi mívala mini (Does Your Mother Know) (B. Andersson, B. Ulvaeus / E. Krečmar), 1979
- Když láska se ztrácí (L. Wronka / P. Šiška), s Helenou Vondráčkovou, 2004
- Když máš ji rád vážně (Have You Ever Really Loved A Woman?) (M. Kamen / E. Krečmar), 2015
- Když mě přijmeš do svých svátků (When You Tell Me That You Love Me) (A. Hammond / Z. Borovec), s Helenou Vondráčkovou, 1995
- Když milenky pláčou (Annie's Song) (J. Denver / Z. Borovec), 1982
- Když mne stará matka (A. Dvořák / A. Heyduk), 1967
- Když muž se ženou snídá (P. Habera / K. Šíp), 1992
- Když pláčeš, když se směješ (Se piangi, se ridi) (R. Satti / J. Fikejzová), 1965
- Když první díl začíná (Begin The Beguine) (C. Porter / Z. Borovec), 1982
- Když se ztrácí rovnováha (J. Škorpík / Lou Fanánek Hagen), 2004
- Když vítěz mává nám (The Winner Takes It All) (B. Andersson, B. Ulvaeus / P. Kopta), 1980
- Keby som bol vtáčkom (traditional), 2010
- Keď sem já byl osnáct roků mládenec (traditional), 2010
- Kéž jsem to já (Je t'appartiens) (G. Bécaud / Z. Borovec), s Jitkou Zelenkovou, 1980
- Klíč ke všem proměnám (Love Changes Everything) (A. L. Webber / Z. Borovec), 1991
- Kluk s velkou vášní (B. Urbánek / R. Šťastný), 2014
- Kol Nidre (traditional, Z. Marat), 1967
- Konec ptačích árií (K. Svoboda / J. Štaidl), 1975
- Korunou si hodím (Down On The Corner) (J. C. Fogerty / J. Štaidl), 1971
- Kostky jsou vrženy (Hernando's Hideaway) (R. Adler, J. Ross / Z. Rytíř), 1973
- Košíkář (traditional / I. Fischer), 1977
- Kousek za městem (K. Mareš / J. Štaidl), s Evou Pilarovou, 1965
- Kouzelný song (L. Štaidl / E. Pergner), 1984
- Královny krásy (P. Habera / J. Machek), 1997
- Krása (I Believe In You) (M. Saggese / P. Vrba), s Lucií Bílou, 2008
- Krásné je žít (Somewhere My Love) (M. Jarre / J. Aplt), 1989
- Krásný tón houslí tvých (J. Svoboda / J. Machek), 1978
- Krášlím tě, lásko, vším, co mám (Una furtiva lagrima) (G. Donizetti / Z. Borovec), 1991
- Krédo (M. David, F. Janeček / J. Machek), s Lucií Bílou, 1997
- Krev toulavá (K. Svoboda / K. Šíp), 1989
- Kříž z kaktusů (L. Štaidl / R. Černý), 1967
- Kto dokáže (I. Timko), s No Name, 2017
- Kufr iluzí (L. Štaidl / J. Štaidl), 1975
- Kvítek mandragory (Is This The Way To Amarillo) (N. Sedaka, H. Greenfield / Z. Rytíř), 1972
- Kvůli vám (Born To Lose) (F. Brown / J. Štaidl), 1967

## L
- La danza (G. Rossini), 1978
- Lady Carneval (K. Svoboda / J. Štaidl)), 1968
- Lady Moonlight (J. Zmožek / M. Horáček), 1986
- Lago Maggiore (R. Siegel / B.Meinunger), 1979
- Láska až za hrob (J. Klempíř / J. Štaidl), 1965
- Láska bláznivá (K. Svoboda / J. Štaidl), 1969
- Láska je nádhera (A Love So Beautiful) (R. Orbison, J. Lynne / M. Skalka), 2013
- Láska je výlet balónem (L. Štaidl / J. Štaidl), s Jitkou Molavcovou, 1975
- Láska se v lásce ztrácí (G. F. Händel / E. Pergner), 1993
- Láska umírá (L. Štaidl / E. Krečmar), 1967
- Láska usíná (K. Svoboda / M. Prostějovský), 1972
- Láska, to je déšť (P. Chmela / K. Šíp), 2014
- Láska, to je drama (Long Train Running) (T. Johnston / P. Vrba), 1998
- Láskám (Hot Stuff) (P. Bellotte / E. Krečmar), 1979
- Lásko, bože, lásko (traditional), 2010
- Lásko, jen houšť (Hellou Young Lovers) (R. Rodgers / M. Černý), 1975
- Lásko, říkám stop (M. David / H. Sorrosová), 1997
- Lásko, tvoje jméno je Zkáza! (O. Soukup / J. Ledecký), 1992
- Lásko má (Unchained Melody) (A. North / Z. Borovec), 1984
- Láskou a květem se braň (Young Girl) (J. Fuller / Z. Borovec), 2013
- Láskou se léčí (Something Has Changed Me) (P. Anka / E. Krečmar), 1964
- Lásku chval (Be My Love) (N. Brodzsky / I. Fischer), 1975
- Lásky stárnou (M. Drobný / Z. Rytíř), 1973
- Lásky z náměstí (S. Krajewski / P. Vrba), 1997
- Let Love Spread Far And Wide (Ať láska má kde kvést) (K. Svoboda / J. Turner), 1975
- Léta prázdnin (Le moribond) (J. Brel / Z. Borovec), 1975
- Léto jak má být (Working My Way Back To You) (S. Linzer / E. Krečmar), 1980
- Loď písní (L. Štaidl / Z. Borovec), 1976
- Loď snů (J. Zmožek / M. Horáček), 1988
- Lorelay (P. Hapka / Z. Borovec), 1977
- Lůžko za horou (L. Štaidl / E. Krečmar), 1967

## M
- Má daleká cesto (J. Dudek / Z. Borovec), 1964
- Má dívenka jak růže je (Z. Fibich), 1983
- Má mě ráda (J. Bažant / V. Blažek), 1966
- Má oči šedé (J. Bažant / J. Štaidl), 1964
- Má píseň (My Love Song) (M. Murray / J. Štaidl), 1972
- Má pouť (My Way) (C. Francois, J. Revaux / E. Krečmar), 2006
- Má první láska se dnes vdává (You’re Such A Good-Looking Woman), (J. Dolan / J. Štaidl), 1970
- Má touha má dvě křídla (K. Svoboda / J. Štaidl), 1972
- Má v očích zář (When He Shines) (D. Bugatti / Z. Rytíř), 1984
- Mackie Messer (K. Weill / J. Suchý), 2002
- Made In Italy (D. Farina / E. Krečmar), 1984
- Madona z nároží (P. Větrovec, K. Gott / K. Šíp), 1992
- Malá noční hudba (W. A. Mozart / I. Fischer), 1990
- Malá píseň (P. Hapka / P. Rada), 1964
- Malagou když struny zvoní (La Malaguena) (M. A. Mejía / K. Šíp), 1992
- Malé tiché štěstí (Have Yourself A Merry Little Christmas) (H. Martin / E. Krečmar), 1995
- Málem bych zapomněl (O. Soukup / E. Pergner), 1985
- Malvína (L. Štaidl / J. Štaidl), 1972
- Mám dost síly (P. Větrovec, K. Gott / M. Bukovič), 1992
- Mám rád Máchův Máj (K. Svoboda / K. Šíp), 1988
- Mám rozprávkový dom (V. Matušík / E. Jelínková), 1966
- Mám styl Čendy (I'm Still Standing) (E. John / M. Bukovič), 1982
- Mám tě (Vera) (G. E. Thöner / Z. Borovec), 1982
- Mám tě rád víc než dřív (I'm Coming Home) (L. Reed / J. Štaidl), 1968
- Mám tu krásný výhled (Prisoners of the Heart) (D. Wolfert / Z. Rytíř), 1985
- Mám zlatej důl (K. Svoboda / J. Suchý), 1976
- Maria (L. Bernstein / J. Aplt), 1964
- Máš mě v patách (K. Svoboda / J. Machek), 1978
- Máš-li s kým (P. Malásek / Z. Borovec), 1999
- Měl jsem rád a mám (Soleado) (Zacar, D. B. Bembo / Z. Borovec), 1975
- Měsíční řeka (Moon River) (H. Mancini / K. Jelínek), 1964
- Miluj (S. Krajewski / E. Krečmar), 1997
- Miluj mne nebo opusť (Love Me Or Leave Me) (W. Donaldson / J. Suchý) s Karlem Štědrým, 1964
- Mikrofón (J. Pertl / E. Krečmar, K. Gott), 1990
- Milión důvodů (V. Hádl / M. Černý), 1982
- Miriam (J. Heider / P. Kopta), 1984
- Miss Jones (Have You Meet Mis Jones?) (R. Rodgers / P. Vrba), 2011
- Miss Universe (P. Habera / M. Černý), 1992
- Místa, která znáš (V. Dyk) s Monikou Bagárovou, 2014
- Mistrál (K. Svoboda / J. Štaidl), 1972
- Mít pouhej tejden (Good Morning Freedom) (M. Hazlewood / P. Vrba) s Marií Rottrovou, 1970
- Mlčení ve dvou (K. Gott, R. Rokl / M. Bukovič), 1986
- Modrá jeskyně (I. Kotrč / Z. Vavřín), 1966
- Modrý sarafán (traditional), 1973
- Modrý sen (L. Štaidl / P. Kopta), 1988
- Moji přátelé (R. Cejnar / J. Krůta), 1990
- Monte Christo (B. Ondráček / Z. Rytíř), 1974
- Moudré smíření (O sanctissima) (traditional / E. Krečmar), 1982
- Mr. Green (Přijela pouť) (L. Štaidl / A. Langer), 1973
- Můj adresář (J. Kolín / F. Řebíček), 1976
- Můj bože, můj bože (V. Hála / J. Brdečka), 1964
- Můj cíl (B. Ondráček / Z. Borovec), 1973
- Můj déšť (K. Svoboda / Z. Borovec), 1974
- Můj otčenáš (Spanish Eyes) (B. Kaempfert / J. Štaidl), 1983
- Můj refrén (K. Svoboda / Z. Borovec), 1974
- Můj strážný anděl (Scarlet Angel) (T. Sadler, G. Sadler / Lou Fanánek Hagen), 2004
- Musíš být jenom má (K. Svoboda / E. Krečmar), 1987
- Muzika (Musica) (T. Cutugno / P. Kopta), 1985
- Mým domovem ztichlá je putyka (traditional / K. Šíp), 2016
- Mží (M. David / Z. Borovec) s Hanou Zagorovou, 1994

## N
- Na konci aleje (J. Vobruba / J. Pokorný), 1964
- Na nás to neplatí (J. Gollwell / J. Suchý), s Josefem Zímou, 1963
- Na perském trhu (K. W. Albert / Z. Borovec), 1963
- Na rozloučenou (traditional / I. Fischer), 1977
- Na vlídném slově žádný neprodělá (J. Zmožek / M. Černý), 1988
- Nádherný chór (What A Beautiful Noise), (N. Diamond / Z. Borovec), 1977
- Náhodou (Š. Kalousek / M. Švejda), 2002
- Najednou (J. Zmožek / Z. Rytíř), s Marií Rottrovou, 1987
- Náladová náruč tvá (K. Gott / M. Horáček), 1985
- Nalít jsem tvarům tvých blůz (J. Pertl / K. Šíp), 1988
- Nám dovol zpívat (K. Gott, R. Rokl / Z. Borovec), 1979
- Nápad (By The Devil/I Was Tempted) (G. Fletcher / M. Černý), 1973
- Nápoj lásky č. 10 (K. Svoboda / F. R. Čech), 1974
- Narodil se máj (L. Štaidl / J. Štaidl), 1969, 1987
- Narodil se z lásky k nám (traditional / F. Řebíček), 1982
- Náruč růží (K. Svoboda / F. Řebíček), 1975
- Nás dva hlídá láska (Someone To Watch Over Me) (G. Gershwin / F. Řebíček), 1975
- Náš den jak víno byl (P. I. Čajkovskij / E. Pergner), 1993
- Náš song (K. Svoboda / K. Šíp) s Marcelou Holanovou, 1987
- Naše první vánoce (J. Vinařický / M. Zikán), 1982
- Návrat (L. Štaidl, K. Gott / V. Hons), 1982
- Navrať se k růžím (P. I. Čajkovskij / Z. Borovec), s Lucií Bílou, 1995
- Ne, ne, ne (L. Štaidl / J. Štaidl), 1974
- Nedokončená (P. Větrovec / J. Machek), 1983
- Nech mě spát (L. Štaidl / P. Vrba), 1968
- Nech si krásný sen zdát (J. Brahms / K. Šíp), 2007
- Nechtěl bych (Jambalaya) (H. Williams / J. Štaidl), 1965
- Nejsem, nejsem rád (L. Štaidl / J. Štaidl), 1970
- Nejsi obyčejná (O. Soukup / E. Pergner), 1985
- Nemožem, nemožem (traditional), 1972
- Nenech mě za dveřmi stát (P. Větrovec, K. Gott / E. Krečmar), 1988
- Nesem vám noviny (traditional), 1982
- Nesmí se stát (L. Štaidl / M. Černý), s Ivetou Bartošovou, 1989
- Nestálá láska (Careless Love) (W. C. Handy / J. Hiršal), s Rudolfem Cortésem, 1963
- Nestarej se, kamaráde (L. Štaidl / E. Krečmar), 1981
- Nevadí (Sag mir wie) (U. Jürgens / J. Štaidl), 1967
- Nevěřím (Fais Ia rire) (D. Gerald / J. Štaidl), 1967
- Nevěřím na svatého Huberta (A. Palouček / J. R. Pick), 1962
- Nevěřím náhodám (Answer Me, My Love) (G. Winkler / F. Řebíček), 1975
- Nevím, proč bych nepřiznal (J. Zmožek / F. Řebíček), 1988
- Nevinná (L. Štaidl / Z. Borovec), 1976
- Nezapomínám (The Night We Met) (J. J. Capek / E. Krečmar), 2004
- Neznámy pár (M. Gombitová / K. Peteraj), s Marikou Gombitovou, 1987
- Než bude ráno (Here Comes My Baby) (C. Stevens / J. Štaidl), 1968
- Než najdu způsob, jak žít sám (Till I Can Make It On My Own) (B. Sherrill / Z. Borovec), 1981
- Nic nás nezastaví (Nothing's Gonna Stop Us Now) (A. Hammond / J. Machek), s Gabrielou Gunčíkovou, 2012
- Nic než láska tvá (Sugar Baby Love) (Rubettes / Z. Borovec), 1974
- Nikdy nejdeš sám (You'll Never Walk Alone) (R. Rodgers / Z. Borovec), 1975
- Nikomu nezávidím (K. Gott, P. Větrovec / M. Černý), 1986
- Noc je dlouhá a zlá (Are You Lonesome Tonight) (L. Handman / E. Krečmar), 1984
- Noc plná snů (La le lu) (H. Gaze / R. Bergman), 2007
- Noční král (Drove All Night) (B. Steinberg / E. Krečmar), 1997
- Noe (Das Lied der Arche Noah) (H. Weindorff / M. Prostějovský), 2004
- Nová ofina (J. Vobruba / J. Pokorný), s Janou Petrů, 1964

## O
- O dvě vrátka dál (K. Svoboda / Z. Borovec), 1978
- O kráse těchto svátků (intermezzo z opery Sedlák kavalír) (P. Mascagni / Z. Borovec), 1978, 1995
- Ó, jak dávno (L. Štaidl / L. Štaidl), 1983
- Ó, mami, dík (Mamy Blue) (H. Giraud / J. Štaidl), 1971
- Ó, Rosemarie (R. Friml / J. Aplt), 1983
- Obraz žen (P. a P. ORM / P. Vrba), 2014
- Oči barvy holubí (Sealed With A Kiss) (G. Geld / J. Štaidl), 1972
- Oči sněhem zaváté (J. Šlitr / J. Suchý), 1964, 1987
- Odcházím s vírou (Holding Out For A Hero) (J. Steinman / Z. Rytíř), 2013
- Odnauč se říkat ne (L. Štaidl / M. Černý), 1985
- Oh, Baby, Baby (B. Ondráček / J. Schneider)), s Jitkou Zelenkovou, 1984
- Oh, My Darling (J. Parma / P. Cmíral), 1992
- Oh, Susannah (traditional), 1965
- Oheň v sobě máš (Una notte speciale) (Alice / E. Pergner), 1982
- Oj, Marie (E. di Capua / Z. Borovec), 1984, 1996
- Oříšek pro Popelku (P. Hapka / Z. Borovec), 1967
- Otoč se mnou stránek pár (K. Svoboda / M. Bukovič), 1980
- Oudolí (F. Havlík / J. Štaidl), 1965

## P
- Pábitelé (L. Štaidl / E. Pergner), 1984
- Paganini (K. Svoboda / Z. Borovec), 1975
- Pánbůh se splet (M. David, F. Janeček / J. Machek), s Lucií Bílou, 1997
- Panis Angelicus (C. Franck), s Ladislavem Křížkem, 1993
- Pár vyhaslých náušnic (Janek Ledecký), 1994
- Párty (I'm Believer) (N. Diamond / P. Vrba), 2013
- Pár havraních copánků (Love Me Tender) (K. Darby / Z. Vavřín), 1964, 1977
- Párkrát mlčet (All I Ask Of You) (A. L. Webber / Z. Borovec), se Sylvou Schneiderovou, 1987
- Pastýři, vstávejte (traditional), 1982
- Perfektní den (M. David / J. Machek), 2016
- Píseň jako vánek (F. Schubert / Z. Borovec), 1971
- Píseň k pláči (L. Štaidl / J. Štaidl), 1965
- Píseň na dobrou noc (J. Boháč / Z. Borovec), 1974
- Píseň nám kouzlo skrývá (J. Škorpík / V. Kočandrle), s Lucií Bílou, 1997
- Píseň pro Káťu (K. Svoboda / J. Štaidl), 1969
- Píseň pro Martinu (J. Jakoubek), 1963
- Píseň útěchy (L. Štaidl / J. Schneider), 1967
- Píseň větrných mlýnů (Happy Birthday Sweet Sixteen) (N. Sedaka / J. Schneider), 1966
- Písně těch dnů (K. Gott, R. Rokl / E. Krečmar), 1982
- Píšťala a hůl (K. Svoboda / R. Černý), 1980
- Píšu pět (Walk Right Back) (S. Curtis / E. Krečmar), 1980
- Píšu vám (Yesterday) (J. Lennon, P. McCartney / Z. Borovec) s Waldemarem Matuškou a Václavem Neckářem, 1977
- Pláč (Crying) (R. Orbison / Z. Borovec), 1981
- Planá růže (F. Schubert / J. Aplt), 1983
- Plavá víla (V. Hádl / P. Žák), 1983
- Please, Help Me, I'm Falling (D. Robertson / H. Blair), s Evou Pilarovou, 1965
- Plnoletá (J. Heider / E. Krečmar), 1983
- Pocit sváteční (Tie A Yellouw Ribbon Round The Ole Oak Tree) (R. Brown / J. Štaidl), 1973
- Podrážkám dvou zničených bot (K. Gott, O. Soukup / M. Horáček), 1984
- Podezírání (Suspicious Minds) (M. James / M. Černý), 2012
- Podzimní koncert (Concerto d'Automno) (C. Bargoni / F. Preisler), 1996
- Pochopíš mý vrásky (L. Štaidl / J. Štaidl), 1972
- Pojď létat (Come Fly With Me) (S. Cahn / Z. Borovec), 2002
- Pojď, půjdem spát do pohádky (A. Vivaldi / E. Pergner), 1993
- Pokaždé (L. Wronka / P. Šiška), 2002
- Pokoj duši tvé (Io che ho te) (N. de Palo, V. de Scalzi / J. Štaidl), 1969
- Pondělí (M. Malátný), 2014
- Portrét neznámé (P. W. Bender / E. Krečmar), 1985
- Posel dobrých zpráv (M. David / M. Horáček), 1986
- Poslední noc (P. Vaculík / L. Fanánek Hagen), s Lucií Bílou, 1997
- Poslouchej, Amore (Make Me An Island) (A. Hammond / J. Štaidl), 1970
- Postavme lásce vítězný sloup (F. Janeček, M. David / J. Machek), 1997
- Postilion (G. Pedro / Z. Rytíř), 1973
- Pošli to dál (J. Klempíř / J. Štaidl), 1966
- Potkal jsem vás (Ja vstretil vas) (traditional), 1973
- Potmě jsme všichni stejní (F. Janeček, M. David / J. Machek), s Lucií Bílou, 1997
- Poupátko (J. Zelenka / Z. Borovec), 1980
- Poušť (A. Jindra / M. Zikán), 1965
- Poutník (K. Svoboda / Z. Rytíř), 1972
- Pouťový triky (K. Svoboda / J. Štaidl), 1968
- Požehnej, Bože můj (There's A Kind Of Hush) (L. Reed / J. Štaidl), 1969
- Pravda hlásí svůj návrat (Lascia Ascia Libero Il Cielo) (D. Farina / K. Šíp), 1990
- Prázdná náruč (K. Gott / P. Kopta), 1984
- Prázdný dům (She Wears My Ring) (F. Bryant, B. Bryant / J. Štaidl), 1968
- Prázdný rám (Only You) (T. Sadler / M. Prostějovský), 2004
- Pretty Woman (R. Orbison / M. Skalka), 1998
- Princezna v hermelínu (K. Hašler), s Hanou Hegerovou, 1967
- Promoklý donchuán (J. Parma / P. Cmíral), 1990
- Probuzení (A. Gondolán / P. Vrba), 1966
- Proč mám ty blázny rád (What Kind Of Fool Am I) (L. Bricusse / Z. Borovec), 1975
- Proč odmítá slunce pálit (Wo ist der Sommer geblieben) (U. Jürgens / J. Štaidl), 1967
- Proč ptáci zpívají (J. Klempíř / J. Štaidl), 1968
- Proč se lidi nemaj rádi (J. Šlitr / J. Suchý), 1963
- Prostři pro dva stůl (K. Svoboda / Z. Borovec), 1977
- Protože (Z. Marat / Z. Borovec), 1973
- Při vánočních svíčkách (L. Štaidl / Z. Borovec), 1982
- Přichází večer k pastvinám (V. Hála / Z. Borovec), 1963
- Přijela pouť (L. Štaidl / J. Štaidl), 1973
- Přísahám (J. Ledecký), 1994
- Přítelkyně má (J. Klusák / E. Krumbachová), 1967
- Příval pláče (Rawhide) (D. Tiomkine / J. Štaidl), 1965
- Ptačí nářečí (Oh, Lonesome Me) (D. Gibson / J. Štaidl), 1965, 1983, 1993
- Půlnoc probdělá (L. Štaidl, K. Gott / M. Černý), 1982
- Půlnoc v motelu Stop (K. Svoboda / K. Šíp), 1986, 2010
- Půlnoční láska (K. Svoboda / P. Žák), 1980
- Půlnoční návštěvník (M. M. Ponce / E. Pergner), 1993
- Purpura (J. Šlitr / J. Suchý), 1995

## R
- Račte slečno (K. Svoboda / F. R. Čech), 1975
- Rád bývám chvíli sám (L. Štaidl / R. Bergman), 1975
- Rád vstoupil bych do tvých snů (Girl, You'll Be A Woman Soon) (N. Diamond / M. Černý), 2012
- Ráj bláznů (Visions of Glory) (B. Budden, J. Logan / J. Machek), s Evou Urbanovou, 2001
- Ráj bude náš (Joy to the World) (H. Axton / J. Štaidl), 1971
- Rána hlavou do zdi (P. Větrovec, K. Gott / E. Krečmar), 1990
- Ráno jedu dál (L. Štaidl / M. Černý), 1981
- Recondita armonia (G. Puccini), 1996
- Rezavý nůž (L. Štaidl / R. Černý), 1965
- Rikitiky, lásko má (K. Svoboda / J. Machek), 1979
- Rio de Janeiro (K. Svoboda / J. Štaidl), 1971
- Rockový nebe (P. a P. ORM / E. Krečmar), 1994
- Rolničky (J. L. Pierpont / V. Dvořák), 1995
- Rozesmátá (R. Rokl, K. Gott / Z. Borovec), 1988
- Roztoulaný den (J. Baur, V. Hála / B. Nádvorník), 1964
- Ryba (J. Vobruba / J. Pokorný), 1964

## Ř
- Řekněte, odkud vás znám (L. Štaidl / M. Prostějovský), 1971

## S
- S láskou (True Love) (C. Porter / Z. Borovec), s Helenou Vondráčkovou, 1983
- S láskou jak s létem je ámen (V. D'Annibale / E. Pergner), 1996
- S láskou jdu k vám (Caro mio ben) (T. Giordani / Z. Borovec), 1998
- S muzikou (P. Vaculík / P. Vrba), s Lucií Bílou, 1997
- S ní (She) (Ch. Aznavour / Z. Borovec), 2012
- S tebou vždycky přijde máj (Always on My Mind) (W. C. Thompson / M. Skalka), 2012
- Sám (Please, Help Me, I'm Falling) (D. Robertson / I. Fischer), 1965
- Sám bůh ví jen (Somewhere out there) (James Horner a Barry Mann / Jaroslav Machek), 2018
- Sama řekla, že ho nemá ráda (B. Ondráček / P. Kohout), 1963
- Samotář (R. Rokl, K. Gott / E. Pergner), 1984
- Sáně (J. Šlitr / J. Suchý), 1963
- Santa Lucia (traditional / Z. Borovec), 1966, 1976
- Scarlett (P. Fořt, P. Větrovec / P. Vrba), 1992
- Se mnou vítr rád si brouká (One Way Wind) (A. Mühren / F. Řebíček), 1978
- Sedmikráska (B. Nikodém / J. Hořec), 1964
- Sen o vánocích (The Poet And I) (F. Mills / Z. Borovec), 1981
- Sen o věku nádherném (Cent mille chansons) (M. Magne / Z. Borovec), 1991
- Sen v nás zůstává (Con te partirò) (L. Quarantotto / Z. Borovec), s Lucií Bílou, 1997
- Sentiment (Try A Little Tenderness) (James Campbell / P. Vrba), 2011
- Sláva glory (traditional / E. Krečmar), 1995
- Slunce a já (L. Štaidl / R. Černý), 1968
- Slunce k horám klopýtá (L. Štaidl / J. Štaidl), 1972
- Slyším hlas z rádia (P. Větrovec, K. Gott / J. Ledecký), 1992
- Smejvám lásku (L. Štaidl / E. Krečmar), s Karlem Hálou, 1966
- Smích (Smile) (Ch. Chaplin / J. Suchý), 1975
- Smíchovské blues (R. Rokl, K. Gott / Z. Rytíř), 1981
- Smůla smůlu má (L. Štaidl / F. R. Čech), 1976
- Smutná neděle (Szomorú vasárnap) (Rezső Seress / J. Štaidl), 1973
- Snowdrifteyes (Oči sněhem zaváté) (J. Šlitr / J. Koplowitz), 1965
- Snů plný krám (L. Štaidl, K. Gott / J. Aplt), 1978
- Sny bláznivý (Proud Mary) (J. Fogerty / J. Štaidl), 1970
- So Far (J. Rychlík / K. Gott), 1964
- Sochy v dešti (Cryin' in the Rain) (C. King / Z. Borovec), 2012
- Solitér (Solitaire) (Ch. Aznavour / P. Vrba), 2012
- Sólo (P. Habera / J. Ledecký), 1992
- Sólo pro motýla (C. Saint-Saëns / Z. Borovec), 1993
- Somewhere (L. Bernstein / S. Sondheim), 1964
- Sonáta C dur pro klavír (W. A. Mozart), s Helenou Vondráčkovou, 1976
- Song hrál nám ten ďábel saxofon (The Last of the World) (C. M. Schönberg / Z. Borovec), s Helenou Vondráčkovou, 1993
- Song má se hrát (I Write The Songs) (B. A. Johnston / Z. Borovec), 2012
- Sonnyboy (B. DeSylva / P. Vrba), 1975
- Souznění (K. Svoboda / K. Šíp), s Danielem Hůlkou, 1998
- Spánku, sen mi dej (All I Need Is Time) (G. W. Reneau / M. Černý), 1974
- Spím (J. Šlitr / J. Suchý), 1964
- Správná noc (K. Svoboda / K. Šíp), 1988
- Správný tón (Eres tu) (J. C. Calderon / E. Krečmar), 1977
- Srdce jako kámen (Crossfire) (J. Careaga / Z. Borovec), 1977
- Srdce nehasnou (Richard Krajčo / Petr Harazin) se , 2019
- Srdce trubadúra (J. Klempíř / J. Štaidl), 1969
- Srdce tvé (K. Gott / Z. Borovec), 1964
- Srdcový král (K. Gott / P. Kopta), 1977
- Staň se růží (P. Vaculík / E. Krečmar), 1988
- Stará píseň znovu zní (L. Štaidl / M. Černý), 1980
- Starý mlýn (K. Běhounek / K. Kozel), 1965
- Stěnka Razin (traditional), 1974
- Stín (M. Balling / I. Fischer), 1965
- Stíny dvou (Š. Kalousek / M. Švejda), 2002
- Sto lásek měj (J. Škorpík / K. Šíp), 2004
- Stokrát chválím čas (Sometimes When We Touch) (D. G. Hill / Z. Borovec), 1978
- Strahováček (K. Hašler), s Pavlínou Filipovskou, 1964
- Stůj za mnou (Stand By Me) (M. Stoller / P. Vrba), 1998
- Stvořená k lichotkám (M. David / Z. Borovec), 1997
- Svatební samba (Wedding Samba) (A. Ellstein), 1973
- Sváteční čas (J. S. Bach / P. Vrba), s Evou Urbanovou, 1998
- Svátek lásky (K. Gott, P. Větrovec / E. Krečmar), s Pavlou Forstovou, 1990
- Svátek máš (L. Štaidl), 1982
- Svátek svátků (G. F. Händel / J. Machek), s Evou Urbanovou, 1998
- Své srdce tobě dám (F. Lehár / J. Aplt), 1983
- Svět jak víno (Dann erklingt Musik) (A. Vissond / F. Horáček), 1987
- Svět je báječnej kout (What a Wonderful World) (B. Thiele / E. Krečmar)
- Svět je dlouhá ulice (L. Štaidl / E. Pergner), s Darinou Rolincovou, 1986
- Svět je prostě nekonečná pláž (K. Svoboda / P. Šiška), s Martinou Balogovou, 2004
- Svět je svět, ne ráj (Couldn't Say Goodbye) (A. Hammond / Z. Borovec), 1992
- Svet lásku má (P. Habera / D. Hevier), s P. Haberou a P. Dvorským, 1996
- Svět má ty chvíle rád (L. Štaidl / J. Rolincová), 1988
- Svět se točí dál (L. Štaidl / M. Černý), 1978
- Svět stál (Tonight I Celebrate My Love For You) (M. Masser / E. Pergner), s Jitkou Zelenkovou, 1984
- Svlékám pouta svá (K. Vágner / Z. Borovec), 1989
- Svoji lásku zatýkám (Puppy Love) (P. Anka / R. Černý), 1965
- Svým láskám stloukám kříž (Z. Barták / K. Šíp), 1994

## Š
- Šampaňská árie (Trinke, Liebchen, trinke schnell) (J. Strauss ml. / J. Aplt), 1988
- Šarazán (Sharazan) (C. Dammicco / E. Krečmar), s Jitkou Zelenkovou, 1984
- Šel tudy, měl dudy (traditional), 1975
- Škoda lásky (J. Vejvoda / V. Zeman), 1967, 1979, 1998
- Šohaju, šohaju (traditional), 2010
- Šťastná hvězda (M. David, F. Janeček / V. Kočandrle), s Lucií Bílou, 1997
- Štědrý večer nastal (traditional), 1982

## T
- Tady jsem (Why Me Lord) (K. Kristofferson / Z. Borovec), 1981
- Tajga (traditional), 1973
- Tajná láska (Secret Love) (S. Fain / J. Pokorný), 1965
- Tak abyste věděla (J. Šlitr / J. Suchý) s Waldemarem Matuškou a Hanou Hegerovou, 1964
- Tak divně mlád (B. Nikodém / Z. Borovec), 1967
- Tak do toho (I'm the Leader of the Gang) (G. Glitter / F. R. Čech), 1974
- Tak jdem (M. David / J. Rolincová), s Helenou Vondráčkovou, 2002
- Tak málo (B. Ondráček / V. Poštulka), 1973
- Tak rád (I'm Yours) (R. Mellin / V. Dvořák), 1966
- Tak zůstaň (It's Over) (R. Orbison / J. Štaidl), 1965
- Takú sem já frajárenku dostal (traditional), 2010
- Taky se mnou trable jdou (Don't Tell Me Your Troubles) (D. Gibson / Z. Rytíř), 1982
- Tam, kam chodí vítr spát (I. Kotrč / Z. Vavřín), 1965
- Tam, kde šumí proud (Z. Marat / V. Dvořák), 1963
- Tam v dálce v městě Betlémě (Oh, Little Town of Bethlehem) (L. Redner / E. Krečmar), 1995
- Tam za vodou v rákosí (K. Mareš / J. Štaidl), s Marií Rottrovou, 1976
- Tancuj, Karolíno (L. Wronka / P. Šiška), 2002
- Tango miracoloso (O. Soukup / G. Osvaldová), 1990
- Tante cose da veder (P. Hapka / M. Horáček), 2012
- Ta pravá (M. Ztracený), 2018
- Táto, zůstaň aspoň do vánoc (Daddy, Don't You Walk So Fast) (G. Stephens, P. R. Callander / J. Štaidl), 1972
- Tátovi (P. Vaculík / E. Pergner), 1994
- Tebe pod kůží mám (I've Got You Under My Skin) (C. Porter / E. Krečmar), 2003
- Teče voda k moři (J. Vomáčka / P. Kopta), 1964
- Teče voda, teče (traditional), 2010
- Teď nemám čas, možná jindy (I'm Comin' Home, Cindy) (T. Lopez / J. Štaidl), 1969
- Teď růže k vám jdu krást (Goodbye My Love Goodbye) (M. Panas / Z. Borovec), 1974
- Teď už víš, že jsem to já (Kiss And Say Goodbye) (W. L. Lovett / Z. Rytíř), 1977
- Téma na román (K. Svoboda / K. Šíp), 1991
- Ten dům, co zůstal sám (L. Štaidl, K. Gott / Z. Borovec), 1981
- Ten pán, co tančí s vámi (I'm in The Mood For Love) (J. McHugh / Z. Borovec), 2011
- Ten ráj bude náš (L. Štaidl / Z. Rytíř), 1977
- Tereza (J. Šlitr / J. Suchý), s Waldemarem Matuškou, 1964
- Text k téhle písni jsem psal já (J. Heider / K. Gott), 1983
- That Lucky Old Sun (traditional), 1964
- The First Noel (traditional), 1969
- The Great Pretender (B. Ram), 1998
- The Nearness Of You (H. Carmichael), 1965
- The Trail To Mexico (traditional), 1965
- This World is Magic (DJ BoBo), 1998
- Thousand Windows (U. Jürgens / N. Newell), 1968
- Tichá noc (Stille Nacht) (F. X. Gruber), 1969, 1998, 2002
- Tichý kout (Somewhere) (L. Bernstein / Jan Schneider), 1965
- Tichý pavilón (F. Lehár / J. Aplt), s Pavlou Břínkovou, 1983
- Tiritomba (traditional), 1973
- Tiše, maličký (J. Obermayer / J. Havelka), 1972
- Tiše den zhasíná (In the Still of the Night) (C. Porter / V. Hála), 1988
- To byl vám den (I Just Called To Say I Love You) (S. Wonder / V. Hons), 1984
- To byla noc (Oh, What A Night) (R. Gaudio / J. Fikejzová), 2013
- To je hezky (J. Uhlíř / Z. Svěrák), 2007
- To jenom láska zastaví čas (P. Kolář, M. D. Doležal / P. Kolář) s Petrem Kolářem, 2015
- To jsou fámy (We Don't Talk Anymore) (A. Tarney / E. Krečmar), 1980
- To léto (I Like It) (M. Murray / E. Krečmar), 1964
- To musím zvládnout sám (J. Zmožek / Z. Rytíř), 1984
- To se ti zdálo (A. Michajlov / Z. Rytíř), 1975
- To stárnutí zrádné (M. David / Z. Borovec), s Michalem Davidem, 1999
- To vám byl dobrý rok (Da quando non ci sei) (D. B. Bembo / M. Černý), 1985
- Točte se pardálové (traditional) s Josefem Zímou, 1963
- Tolik je na světě cest, s Yvettou Simonovou, 1961
- Toulky (Po' Folks) (D. Monda / E. Krečmar), s Janou Robbovou, 1972
- Toužím (E. de Curtis / E. Pergner), 1996
- Trezor (L. Štaidl, K. Gott / R. Černý), 1965
- Třicet stupňů ve stínu (J. Šidla / K. Jelínek), 1962
- Tu krásu nelze popsat slovy (J. Šlitr / J. Suchý), s Pavlem Sedláčkem, 1963
- Turn On Your Love Light (J. W. Scott / D. Malone), 1969
- Tvůj krok zní (A. Jindra / J. Moravec), 2011
- Tvůj stín se má (L. Štaidl / Z. Rytíř), 1975
- Tvůj stromek (Blue Christmas) (B. Hayes / M. Černý), 1982
- Tvůj syn spí (R. Schumann / E. Pergner), 1993
- Ty jsi moje slunce (F. Lehár / J. Aplt), 1983
- Ty se mi zdáš (P. Větrovec / Z. Borovec), 1986
- Ty vínko dej mi, sklínko má (Funiculì, Funiculà) (L. Denza / Z. Borovec), 1979
- Ty jsi můj zvláštní anděl (You Are My Special Angel) (J. Duncan / P. Vrba), 2011
- Tys láska má (E. Grieg / L. Horák), 1983

## U
- U nás jaro nekončí (L. Podéšť / V. Pantůček), 1964
- U vorot (traditional), 1977
- Ukolébavka (W. A. Mozart / Z. Borovec), 1978
- Úsměv tvůj byl tajným písmem (Broken Down In Tiny Pieces) (J. T. Adrian / Z. Borovec), 1977
- Úterý (S. Kunst / J. R. Pick), 1964
- Už dávno dal jsem Ti klíč (Some Broken Hearts Never Mend) (W. Holyfield / E. Krečmar), 1981
- Už mě leccos neláká (J. Klempíř / J. Štaidl), s Karlem Hálou, 1966
- Už pohřbili mě stokrát (K. Gott / M. Horáček), 2004
- Už se stmívá (J. Vomáčka / J. Čermák), 1962
- Už tě má (P. a P. ORM / E. Ledecká), 1994
- Už víckrát viděl jsem já tu tvář (First Time Ever I Saw Your Face) (Ewan MacColl / Z. Borovec), 1973
- Už vítr to svál (K. Gott / E. Krečmar), 2002
- Už z hor zní zvon (Amazing Grace) (traditional / Z. Borovec), 1973
- Už záhy přijde vzácná noc (Der Heiland ist geboren) (traditional / Z. Borovec), 1981

## V
- V Betlémě včetně mě jásají (M. Luther / K. Šíp), 1994
- V kartách já smůlu mám (L. Štaidl / D. Hanč), 1974
- V máji (Il mondo) (J. Fontana / J. Štaidl), 1966
- V opeře (J. Šlitr / J. Suchý), s Hanou Hegerovou a Waldemarem Matuškou, 1964
- V pravou chvíli řekni stop (Footloose) (K. C. Loggins / E. Pergner), 2013
- V příštím životě (Air) (J. S. Bach / E. Pergner), 1993
- V rytmu samby (F. Gondolán / E. Krečmar), 2004
- V té jarní chvíli (E. A Mario / E. Pergner), 1996
- V té noci zázračné (traditional / J. Aplt), 1981
- V zahradě snů (J. Capek / M. Kuželka), 2002
- V zákoutí tvých promenád (L. Wronka / P. Šiška), 2002
- V září (Stop Me If You've Heard It All Before) (B. Findon, M. S. Myers / V. Babula), 1977
- Vánoční (R. Krajčo / Richard Krajčo, Petr Harazin), 2019
- Vánoční strom (K. Svoboda / Z. Borovec), 1974
- Varšavský koncert (R. Addinsell / Z. Borovec), 1975
- Vás ženy jsem líbal rád (F. Lehár / J. Aplt), 1983
- Vázat se, stoupat (O. Petr), 2004
- Vážka zimomřivá (K. Svoboda / J. Suchý), 1976
- Včelka Mája (Biene Maja) (K. Svoboda / Z. Rytíř), 1985
- Vdávali černovlásku (J. Zelenka / Z. Borovec), 1982
- Ve tvých zátokách (L. Wronka / P. Šiška), 2002
- Věci blízké mému srdci (F. Chopin / E. Pergner), 1993
- Večerní chorál (J. Klempíř / J. Štaidl), 1967
- Věčný laik (O. Soukup, K. Gott / E. Krečmar), 1983
- Veď mě dál, cesto má (Take Me Home, Country Roads) (J. Denver / V. Poštulka), 1981
- Velká jízda (K. Gott, R. Rokl / J. Machek), 1983
- Velký rváč (R. Rokl, K. Gott / Z. Rytíř), 1984
- Věrné milování (B. Smetana / K. Sabina), s Darinou Rolincovou, 1997
- Víc (Ti guardero nel cuore) (R. Ortolani / Z. Borovec), 1975
- Víc než lásku (I Can't Give You Anything But Love Baby) (J. McHugh, D. Fields / Z. Borovec), 1964
- Vieni sul mar (F. Califano), 1973
- Vím, jak dá se žít (Š. Kalousek / M. Švejda), 2002
- Vím, proč mám život rád (J. Strauss ml. / J. Aplt), 1983
- Vím, že je to láskou (I Believe I'm Gonna Love You) (H. Lloyd / E. Krečmar), 1975
- Vincent van Gogh (Vincent) (D. Mclean / Z. Rytíř), 2012
- Vítám vás k nám (L. Štaidl / Z. Rytíř), 1974
- Vítám vítr v údolí (Tausend Fenster) (U. Jürgens / J. Štaidl), 1968
- Vítr mi odvál těch mých pár let (L. Štaidl / J. Anderle), 1974
- Vítr v zádech mám (L. Štaidl / M. Bukovič), 1981
- Vivere (C. A. Bixio), s Petrem Dvorským, 2001
- Vlak (J. Schelinger / F. R. Čech), 1975
- Vlaštovčí hnízda (V. Hádl / H. Zagorová), s Hanou Zagorovou a Vlastimilem Harapesem, 1987
- Vltava (B. Smetana / J. Štaidl), 1971
- Vnímám to rád (K. Svoboda / K. Šíp), 1994
- Vodopád (K. Svoboda / J. Suchý), 1977
- Volný den (K. Svoboda / Z. Rytíř), 1977
- Vrásky z lásky (K. Gott / M. Bukovič), 1984
- Vrať se do Sorrenta (Torna a Surriento) (E. de Curtis / Z. Borovec), 1965, 1996
- Vstávej (V. Hádl / M. Bukovič), 1984
- Vstávej ty tuláku (City of New Orleans) (S. Goodman / Z. Rytíř), 1981
- Vstříc náhodám (Sweet Caroline) (N. Diamond / K. Šíp), 1998
- Všechno právě teď je jen (The Way You Look, Tonight) (J. Kern / P. Vrba), 2011
- Všechno spí (Wiegenlied) (J. Brahms / Z. Borovec), 1981
- Všem dívkám, co jsem měl kdy rád (To All The Girls I've Loved Before) (A. Hammond / P. Bobek), s Pavlem Bobkem, 2001
- Všichni mí strážní andělé (Wind Beneath My Wings) (L. Henley / K. Šíp), 2012
- Vším byl bych rád (P. Hapka / Z. Rytíř), 1977
- Všichni nám jen závidí (L. Štaidl / M. Černý), 1984
- Vůně mléka (L. Štaidl / Z. L. Dufek), 1976
- Vyskoč, vstávej, k nám se dej (K. Svoboda / F. R. Čech), s Helenoou Vondráčkovou a Jiřím Schelingerem, 1975
- Vzhůru, mládenci (V. Hádl / Z. Rytíř), s Jiřím Kornem a Vlastimilem Harapesem, 1987

## W
- Walk With Me (R. Mellin), 1966
- Was damals war (Láska bláznivá) (K. Svoboda / F. Cusano), 1969
- Weil Die Hoffnung Nie Vergeht (Rainer Bloss / Ingmar Kappel / Hatrtwig Schierbaum) se zpěvákem skupiny Alphaville Marianem Goldem, 2009
- Weit liegt die schöne Zeit (Narodil se máj) (L. Štaidl / J. Relin), 1969
- Wenn leis ein Vogel singt (Zpívejte písně mé) (L. Štaidl / F. Gertz), 1973
- What Did I Say (R. Charles), 1965
- Wonderland (Pábitelé) (L. Štaidl / B. Severa), 1987

## Y
- You Are Everywhere (Posel dobrých zpráv) (M. David / M. Horáček), 1987

## Z
- Z dávných dnů (Only You) (B. Ram / E. Krečmar), 1984
- Z diskotéky známá (M. David / M. Horáček), 1986
- Z lásky růže cítím (G. F. Händel / J. Machek), s Evou Urbanovou, 1998
- Z mé cigarety stoupá dým (K. Svoboda / M. Bukovič), 1984
- Za bílou záclonou (K. Svoboda / E. Krečmar), 1982
- Za lásku pálím svíci (You've Lose That Lovin' Feelin') (P. Spector, B. Mann / E. Krečmar), 1973, 2011
- Za morem je bílá růža (traditional), 2010
- Za střípek lásky (M. David, F. Janeček / J. Machek), s Lucií Bílou, 1997
- Začínám žít (L. Štaidl, K. Gott / L. Štaidl), 1984
- Záhadnou lásku mám (K. Svoboda / F. R. Čech), 1975
- Zakletý zámek (A. Kavka / B. Nádvorník), 1967
- Zámoří (L. Štaidl / J. Štaidl), s K. Hálou, 1966
- Závrať (Láskám) (Hott Stuff) (P. Bellotte / E. Krečmar), 2018
- Zas budeš krásná (The Sun Ain't Gonna Shine Anymore) (B. Crewe / K. Šíp), 1998
- Zas pár dnů tě mám (Together Again) (B. Owens / Z. Borovec), 1981
- Zasadil sem čerešenku v humně (traditional), 2010
- Zastav čas (J. Škorpík / M. Kuželka), 2004
- Zázrak vánoční (M. David / R. Kubík), 1995
- Zátiší (B. Ondráček / J. Štaidl), 1973
- Zavřu teď krám s básněmi (Les Bicyclettes de Belsize) (L. Reed / J. Štaidl), 1969, 1976
- Zbyl tu tvůj stín (Where Have You Been All My Life) (W. Holyfield / Z. Rytíř), 1978
- Zdá se mi, zdává (Try To Remember) (H. Schmidt / Z. Borovec), 1984
- Zdráv buď, Robinsone (K. Svoboda / Z. Borovec), 1982
- Zdvořilý Woody (J. Šlitr / J. Suchý), 1964
- Zednická (L. Štaidl / J. Štaidl), 1975
- Zejtra už ti sbohem dám (My Whole World Is Falling Down) (J. Crutchfield / J. Štaidl), s Yvonne Přenosilovou, 1965
- Země vstává (M. David / Lou Fanánek Hagen), 2016
- Zítra se tvá loď objeví (J. Klempíř / F. Řebíček), 1966
- Zítra stromek zazáří (R. Rokl, K. Gott / I. Rösler), s Ivanou Snopovou, 1982
- Zkus, louko, déle kvést (L. Štaidl / J. Štaidl), 1973
- Zlatá náušnice (Golden Earrings) (V. Young, R. Evans / J. Štaidl), 1966
- Zlatý sníh (K. Marek) s Monikou Absolonovou, 2016
- Zloděj dobytka (You Must Have Been A Beautiful Baby) (H. Warren / J. Štaidl), 1965
- Zmírám láskou (Love Hurts) (B. Bryant / P. Vrba), 1998
- Zmizely stíny (I Can See Clearly Now) (J. Nash / H. Sorosová), 2012
- Zní nad Betlémem Gloria (traditional / V. Renč), 1969
- Zní písní proud (Sing) (J. Raposo / E. Krečmar), 1973
- Zpátky si dám tenhle film (Kiss Me Goodbye) (L. Reed / J. Štaidl), 1969
- Zpíval jsem rád (I've Gotta Be Me) (W. Marks / Z. Borovec), 1969
- Zpívám (Blue Skies) (I. Berlin / V. Dvořák), 1965
- Zpívám jednu píseň dál a dál (A Song For You) (L. Russell / P. Vrba), 2011
- Zpívej nonstop (K. Svoboda / Z. Borovec), 1979
- Zpívejte písně mé (L. Štaidl / M. Prostějovský), 1971
- Zřícený schody (Princess In Rags) (H. Miller / J. Štaidl), 1966
- Zůstaň stát (L. Štaidl, K. Gott / L. Štaidl), 1986
- Zůstanu svůj (Du wirst es sein) (P. Griffin / Z. Rytíř), 1986
- Zůstaváš (P. Habera / J. Ledecký), 1992
- Zůzi (Oh, Julie) (S. Stevens / E. Krečmar), 1982
- Zvon snů (Song Sung Blue) (N. Diamond / Z. Rytíř), 1973
- Zvonky štěstí (J. Zmožek / Z. Rytíř) s Darinou Rolincovou, 1985

## Ž
- Žádám víc (Can't Help Falling In Love) (G. D. Weiss, H. Peretti / Z. Borovec), 1975
- Žalu dřív jsem se smál (Runaway) (D. Shannon / E. Krečmar), 1962, 1998
- Žaluju ptákům (When We Were Young) (L. Reed / J. Štaidl), 1969
- Žárlivý (Jalousie) (J. Gade / Z. Borovec), 1985
- Ženy, ach ženy (F. Lehár / J. Aplt), 1987
- Ženy, které nemůžeme mít (K. Gott / A. Suchý), 2004
- Žiju rád (K. Svoboda / J. Štaidl), 1971
- Žít (K. Svoboda / K. Šíp), 1988
- Žít stokrát (Theater) (R. Siegel / Z. Borovec), 1979
- Žít svá léta (Vita mia) s Ladislavem Křížkem, 2001
- Život je bílý dům (Jiří Bažant, Jiří Malásek, Karel Hála / Vratislav Blažek)
- Život jde dál (I Wish) (S. Wonder / Z. Rytíř), 1977
- Život proudí (Circle Of Life) (E. John / E. Krečmar), 2008